# Муса Уатара
Муса Бурейма Уатара (на френски: Moussa Ouattara, роден на 31 декември 1981 в Бобо Диуласо, тогавашната Горна Волта, днес Буркина Фасо) е буркински футболист, който през сезон 2008/09 играе за германския втородивизионен Кайзерслаутерн на поста централен защитник.

## Кариера
Защитникът Муса Уатара започва да играе футбол в Расинг Бобо Диуласо в родината си Буркина Фасо. През 1998 г. преминава в столичния клуб АСФА-Йененга Уагадугу. От там Уатара се мести във Франция, за да играе в аматьорския Тур, а през 2003 г. е привлечен във втородивизионния Кретей. Година по-късно продължава кариерата си в шотландския Рейт Роувърс, а още две след това - в полския Легия Варшава. Във варшавския отбор Уатара е твърда резерва и затова през 2006 г. се мести в отбора от Втора Бундеслига Кайзерслаутерн. Тогавашният наставник на „лаутерите“ Волфганг Волф го определя като "новия Ханс-Петер Бригел", визирайки силното му тяло. След колебливо начало в Германия, Муса Уатара се превръща в любимец на привържениците край Бетценберг. При ръководството на Рекдал Уатара е изваден от първия отбор, но след това отново се завръща там при новия треньор Милан Шашич, като получава и удължаване на договора си до 2010 г.
Прякорът на Уатара в родината му е Bouffe-tout (френски „Всеядния“).

## Национален отбор
Муса Уатара играе 23 пъти за националния отбор на Буркина Фасо, от които не е успял да отбележи гол. В квалификациите за Световно първенство Германия'2006 влиза 4 пъти в игра, но неговият отбор не успява да се класира за финалната фаза в Германия.

## Видео
- Отигравания на Муса Уатара